# Saxetania miramae
Saxetania miramae är en insektsart som först beskrevs av Leo L. Mishchenko 1937.  Saxetania miramae ingår i släktet Saxetania och familjen Pamphagidae. Inga underarter finns listade i Catalogue of Life.